# Sonkowo (stacja kolejowa)
Sonkowo – stacja węzłowa w Sonkowie, na której krzyżują się linie kolejowe Sankt Petersburg - Moskwa oraz Bołogoje - Jarosław.

## Położenie
Stacja znajduje się centrum wsi Sonkovo.

## Historia
Stacja została założona w 1870 podczas budowy linii kolejowej Sankt Petersburg - Moskwa. W Sonkowie znajdowała się wieża wodna, która pozwalała na obrządzanie parowozów. W 1889 wybudowano odgałęzienia od tej magistrali i Sonkowo stało się węzłem.

## Linie kolejowe
Stacja jest węzłem kolejowym. Na stacji krzyżują się linie kolejowe Sankt Petersburg - Moskwa i Bołogoje - Jarosław. Linie są niezelektryfikowane.

## Pociągi
Przez stacje przejeżdżają zarówno pociągi pasażerskie jak i towarowe.

## Infrastruktura

### Dworzec
Dworzec jest parterowy z blaszanym dachem wielospadowym.

### Perony
Perony są niskie, niekryte.